# Ulrich Pfisterer
 (novembre 2018).
Si vous disposez d'ouvrages ou d'articles de référence ou si vous connaissez des sites web de qualité traitant du thème abordé ici, merci de compléter l'article en donnant les références utiles à sa vérifiabilité et en les liant à la section « Notes et références ».
Ulrich Pfisterer (né le 30 décembre 1968 à Kirchheim unter Teck en Allemagne) est un historien d'art allemand spécialiste de la Renaissance italienne. Il est professeur d'histoire de l'art à l'université Louis-et-Maximilien de Munich, avec un accent particulier pour l'art italien, et il est directeur du Zentralinstitut für Kunstgeschichte en Munich.

## Biographie
Après ses études en histoire de l'art, archéologie et philosophie à l'université de Fribourg-en-Brisgau et Munich, Ulrich Pfisterer a obtenu un doctorat sous la direction de Antje Middeldorf Kosegarten sur Donatello et la découverte des styles puis il fut postdoctorant au Kunsthistorisches Institut de Florence, avec des missions d'enseignement à la Georg-August-Universität à Göttingen. En 2006 il y passa son habilitation. Sa deuxième étude de qualification publiée en 2008 a pour objet la rôle de la médaille de bronze.
Ulrich Pfisterer est éditeur des écrits de Aby Warburg, il a écrit sur la chapelle Sixtine, Pierre Woeiriot de Bouzey et sur les liens entre la creativité, l'érotique et le corps à l'âge de la Renaissance. Notamment, il est spécialiste sur l'art italien de la Renaissance.
Ulrich Pfisterer fut titulaire de bourse à la Bibliotheca Hertziana, au Kunsthistorisches Institut de Florenz, à la Herzog August Bibliothek de Wolfenbüttel, au The Getty Research Institute de Los Angeles et au Centre d'études supérieures en arts visuels CASVA / La National Gallery of Art à Washington, D.C.
Il a été Directeur d'études invité à l´École pratique des hautes études / Université Paris-Sorbonne et Fellow de l'Unité de Recherche «Kolleg BildEvidenz. Histoire et esthétique» de la Freie Universität Berlin.
Depuis Octobre 2006, il est professeur d'histoire de l'art à l'Institut d'histoire de l'art de l'université Louis-et-Maximilien, dont il obtint la chaire en 2008. En Juin 2015 il est nommé Directeur du Zentralinstitut für Kunstgeschichte en Munich qu´il a dirigé conjointement avec Wolf Tegethoff jusqu’en 2017 et depuis 2018 comme unique directeur,.

## Distinctions
- 2012–⁠2017 Membre du comité sénatorial pour l´école doctorale de la fondation allemande pour la recherche (DFG)
- Depuis 2015 Membre de l'Academia Europaea
- Depuis 2017 Membre de l'Académie bavaroise des sciences

## Publications

### Monographies
- mit Anna S. Rühl: Renaissance. Das 16. Jahrhundert (Galerie der großen Meister). DuMont, Köln 2000.
- Donatello und die Entdeckung der Stile, 1430–1445 (Studien der Bibliotheca Hertziana, 17). Hirmer, München 2002 (thèse).
- Die Kunstliteratur der italienischen Renaissance: Eine Geschichte in Quellen. Reclam, Stuttgart 2002.
- Lysippus und seine Freunde. Liebesgaben und Gedächtnis im Rom der Renaissance oder: Das erste Jahrhundert der Medaille. Akademie, Berlin 2008 (Habilitation universitaire).
- Pierre II Woeiriot de Bouzey, Antiquarum statuarum Vrbis Romae liber primus (um 1575). Manutius, Heidelberg 2012.
- Die Sixtinische Kapelle. Beck, München 2013.
- La Cappella Sistina. Campisano editore, Rom 2014 (édition étendue de la vérsion allemande).
- Kunst-Geburten. Kreativität, Erotik, Körper. Wagenbach, Berlin 2014.

### En tant qu´éditeur
- Figurationen des Übergangs. Die Große Kette der Wesen in der Renaissance, Wolfenbütteler Renaissance-Mitteilungen 37, 2016.
- mit Martin Hirsch: Die andere Seiten. Funktionen und Wissensformen der frühen Medaille. Numismatische Zeitschrift 122/123, 2017.
- Fritz Burger (1877–1916) – ‚eine neue Kunstgeschichte‘. Dietmar Klinger Verlag, Passau 2016.
- mit Matteo Burioni und Burcu Dogramaci: Kunstgeschichten 1915. 100 Jahre Heinrich Wölfflin: Kunstgeschichtliche Grundbegriffe. Dietmar Klinger Verlag, Passau 2015.
- mit Hans-Christian Hoenes: Aby Warburg – Fragmente zur Ausdruckskunde (Gesammelte Schriften - Studienausgabe, Bd. IV). De Gruyter, Berlin 2015.
- mit Maria Heilmann, Nino Nanobashvili, Tobias Teutenberg: Lernt Zeichnen! Techniken zwischen Kunst und Wissenschaft | 1525–1925, Ausst.-Kat. Zentralinstitut für Kunstgeschichte München, Universitätsbibliothek Heidelberg. Dietmar Klinger Verlag, Passau 2015.
- mit Maria Heilmann, Nino Nanobashvili, Tobias Teutenberg: Punkt, Punkt, Komma, Strich. Zeichenbücher in Europa ca. 1525–1925, Ausst.-Kat. Zentralinstitut für Kunstgeschichte München, Universitätsbibliothek Heidelberg. Dietmar Klinger Verlag, Passau 2014.
- mit Walter Cupperi, Martin Hirsch und Anette Kranz: Wettstreit in Erz. Porträtmedaillen der deutschen Renaissance, Ausst.-Kat. Staatliche Münzsammlung München, Münzkabinett des Kunsthistorischen Museums Wien, Münzkabinett der Staatlichen Kunstsammlungen Dresden. Deutscher Kunstverlag, Berlin 2013.
- mit Matthias Krüger und Christine Ott: Die Biologie der Kreativität. Ein meta-ästhetisches Denkmodell in der Moderne. Diaphanes, Zürich/Berlin 2013.
- Giorgio Vasari: Das Leben des Donatello und Michelozzo. Wagenbach, Berlin 2013.
- mit Maria Effinger und Cornelia Logemann: Götterbilder und Götzendiener in der Frühen Neuzeit. Europas Blick auf fremde Religionen, Ausst.-Kat. Heidelberg. Winter, Heidelberg 2012.
- mit Gabriele Wimböck: Novità: Neuheitskonzepte in den Bildkünsten um 1600. Diaphanes, Zürich/Berlin  2011.
- mit Jan Dirk Müller, Fabian Jonietz & Anna Kathrin Bleuler: Aemulatio. Kulturen des Wettstreits in Text und Bild (1450–1620) (Pluralisierung und Autorität, Bd. 27). De Gruyter, Berlin/New York 2011.
- Metzler Lexikon Kunstwissenschaft. Ideen, Methoden, Begriffe (2. erw. Aufl.). J.B. Metzler, Stuttgart 2011.
- Paul Fürst: Theoria Artis Pictoriae, das ist: Reiß-Buch, bestehend in kunstrichtiger, leichter und der naturgemässer Anweisung zu der Mahlerey ... (Nürnberg 1656). Universitätsbibliothek der Universität Heidelberg, Heidelberg  2009 (Fontes; 36).
- Giulio Strozzi, La Venetia edificata ... poema eroico (Venedig 1624): das 11. Kapitel zur Personifikation der 'Kunst' und zur "Galleria del Cielo". Universitätsbibliothek der Universität Heidelberg, Heidelberg 2008 (Fontes; 10).
- Klassiker der Kunstgeschichte Band 2: Von Panofsky bis Greenberg. Beck, München 2008.
- Klassiker der Kunstgeschichte Band 1: Von Winckelmann bis Warburg. Beck, München 2007.
- Giovanni Luigi Valesio, Parere dell'instabile academico incaminato intorno ad una postilla del Conte Andrea dell'Arca contra una particella, che tratta della pittura ... in difesa d'un sonetto del Cavalier Marino (Bologna 1614). Universitätsbibliothek der Universität Heidelberg, Heidelberg 2007 (Fontes; 3).
- Animationen/Transgressionen: Das Kunstwerk als Lebewesen (Hamburger Forschungen zur Kunstgeschichte; 4). Akademie, Berlin 2005.
- mit Valeska von Rosen: Der Künstler als Kunstwerk. Selbstporträts vom Mittelalter bis zur Gegenwart. Reclam, Stuttgart 2005.
- Metzler Lexikon Kunstwissenschaft. Ideen, Methoden, Begriffe. J.B. Metzler, Stuttgart 2003.
- mit Max Seidel: Visuelle Topoi. Erfindung und tradiertes Wissen in den Künsten der italienischen Renaissance (Italienische Forschungen des Kunsthistorischen Institutes in Florenz, 4. F., Bd. 3). Deutscher Kunstverlag, München/Berlin 2003.

### Articles
- Avec Barbara Agosti, Jan Blanc, Elizabeth Cropper, « La littérature artistique : textes et éditions », Perspective, 2 | 2008, 172-188 [mis en ligne le 31 mars 2018, consulté le 31 janvier 2022. URL : http://journals.openedition.org/perspective/3392 ; DOI : https://doi.org/10.4000/perspective.3392].